# Arcfox
Arcfox és una marca de vehicles elèctrics propietat del fabricant d'automòbils de la República Popular de la Xina BAIC Group. Arcfox és operat per Beijing BluePark Automotive Technology Co., Ltd., una filial de propietat total fundada el 2016.

## Història
BAIC New Energy és una de les primeres empreses de vehicles d'energia nova establertes a la Xina continental. Els seus productes estan dirigits principalment al mercat final empresarial i tenen un preu relativament baix. Per tal de desenvolupar el mercat de consum, BAIC va llançar la marca Arcfox el 2016, posicionant els seus productes en el segment mitjà i alt. En aquell moment, a la conferència es van presentar dos models, ARCFOX-1 i ARCFOX. A finals del 2017 es va posar a la venda el primer model Arcfox Lite.
El 2017, Grup Xiaomi va signar un acord de cooperació estratègica amb el grup BAIC per proporcionar suport tècnic als models Arcfox.
Al Saló de l'Automòbil de Ginebra celebrat el març de 2019, Arcfox va fer la seva primera aparició en un saló de l'automòbil fora de la Xina i també va revelar tres models nous per primera vegada. El desembre del mateix any, la filial irlandesa del proveïdor canadenc de peces d'automòbil Magna i la filial de BAIC Blue Valley Weilan Investment van adquirir conjuntament la totalitat del capital de BAIC Zhenjiang Automobile Company i van canviar el seu nom a BAIC BluePark Magna Automobile Co. , empresa Ltd. BAIC BluePark i Magna construiran una base de producció de cotxes intel·ligents a Jiangsu, Zhenjiang, i els models de la marca Arcfox es produiran a la fàbrica.
El maig de 2020, Arcfox Alpha T es va llançar oficialment El 17 d'abril de l'any següent, es va llançar el Arcfox Alpha S, posicionant-se com un sedan mitjà a gran. El cotxe estava equipat amb el conjunt complet de solucions de sistema de conducció autònoma de Huawei i va ser el primer Huawei Inside model.
El 9 de gener de 2023, es va llançar el monovolum compacte Arcfox Kaola, posicionat com un "cotxe intel·ligent entre pares i fills", i és apte per a nens en disseny i configuració.
L'octubre de 2023, Arcfox va signar acords de cooperació amb la companyia japonesa TURING i el grup Ben Omir dels Emirats Àrabs Units per llançar models Arcfox als mercats japonès, dels Emirats Àrabs Units i de l'Aràbia Saudita. Aquesta és la primera vegada que la marca Arcfox entra als mercats estrangers. El 2024, Arcfox va anunciar que tornarà a entrar als mercats de Laos, Dominica i altres països.
L'abril de 2024, Arcfox va llançar l'Alpha S5, que estava equipat per primera vegada amb una bateria sobrecarregable 5C, que pot aconseguir una càrrega ràpida en poc temps.

## Vehicles

### Models actuals
- Arcfox αT (2020-present), SUV de mida mitjana
- Arcfox αT5 (2024-present), SUV compacte
- Arcfox αS (2021-present), berlina de mida completa
- Arcfox αS5 (2024-present), berlina de mida mitjana
- Arcfox Kaola (2023-present), monovolum compacte

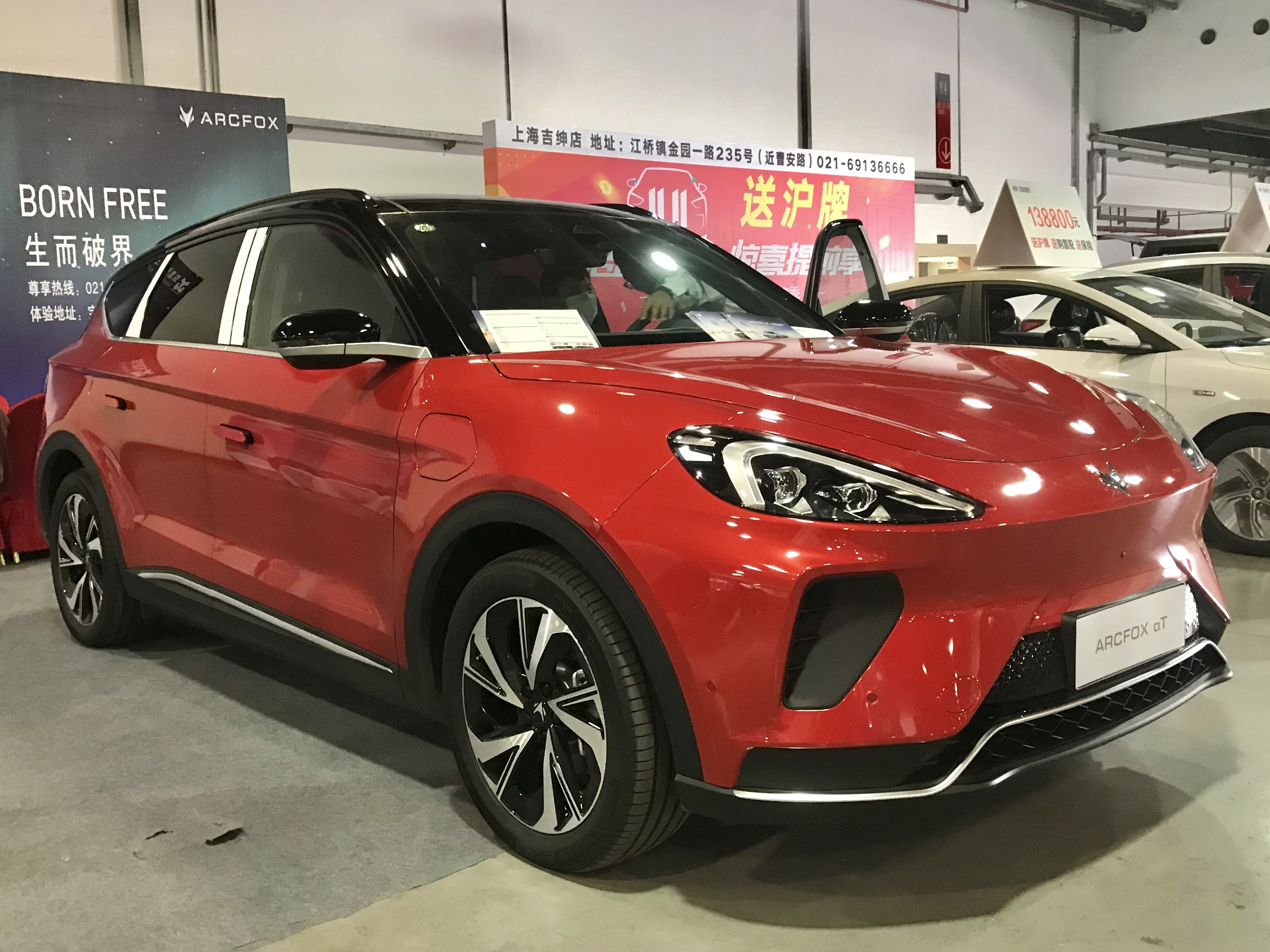
Arcfox αT
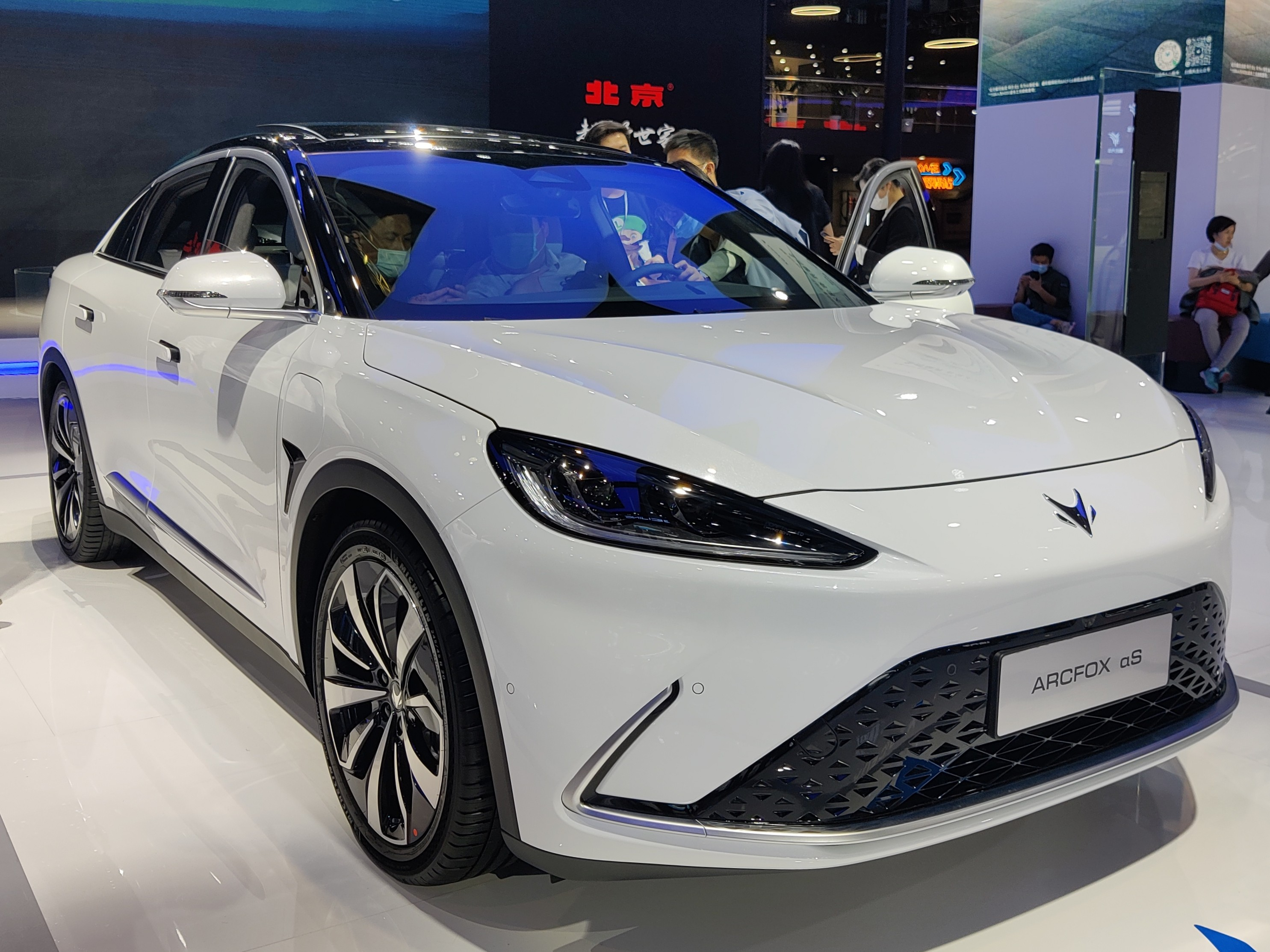
Arcfox αS
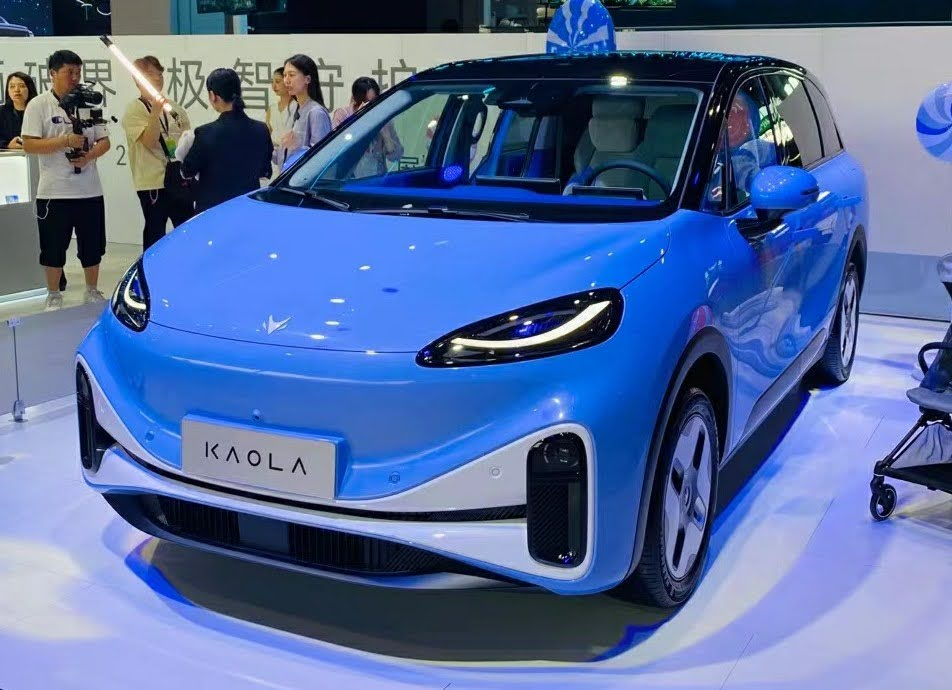
Arcfox Kaola
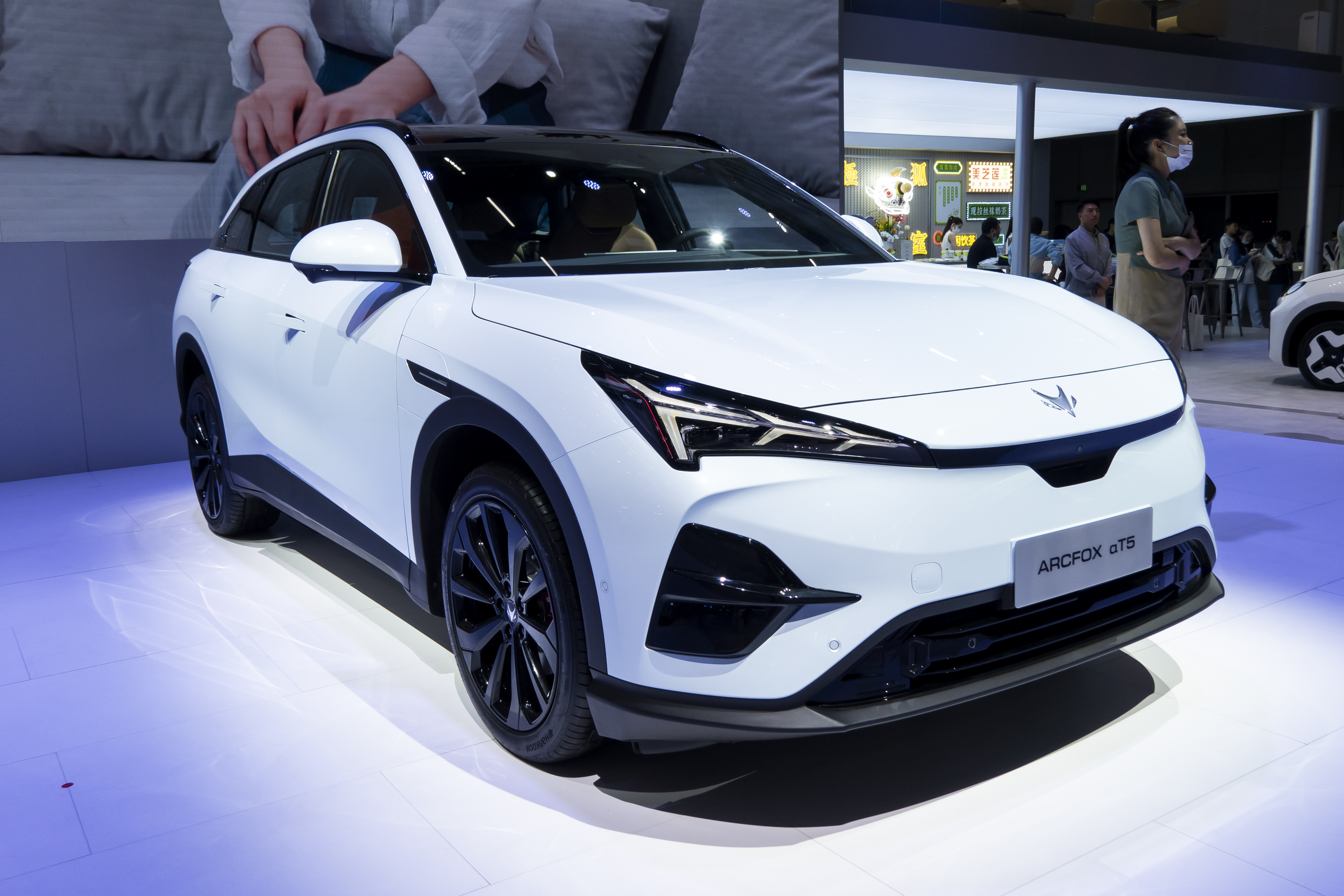
Arcfox αT5
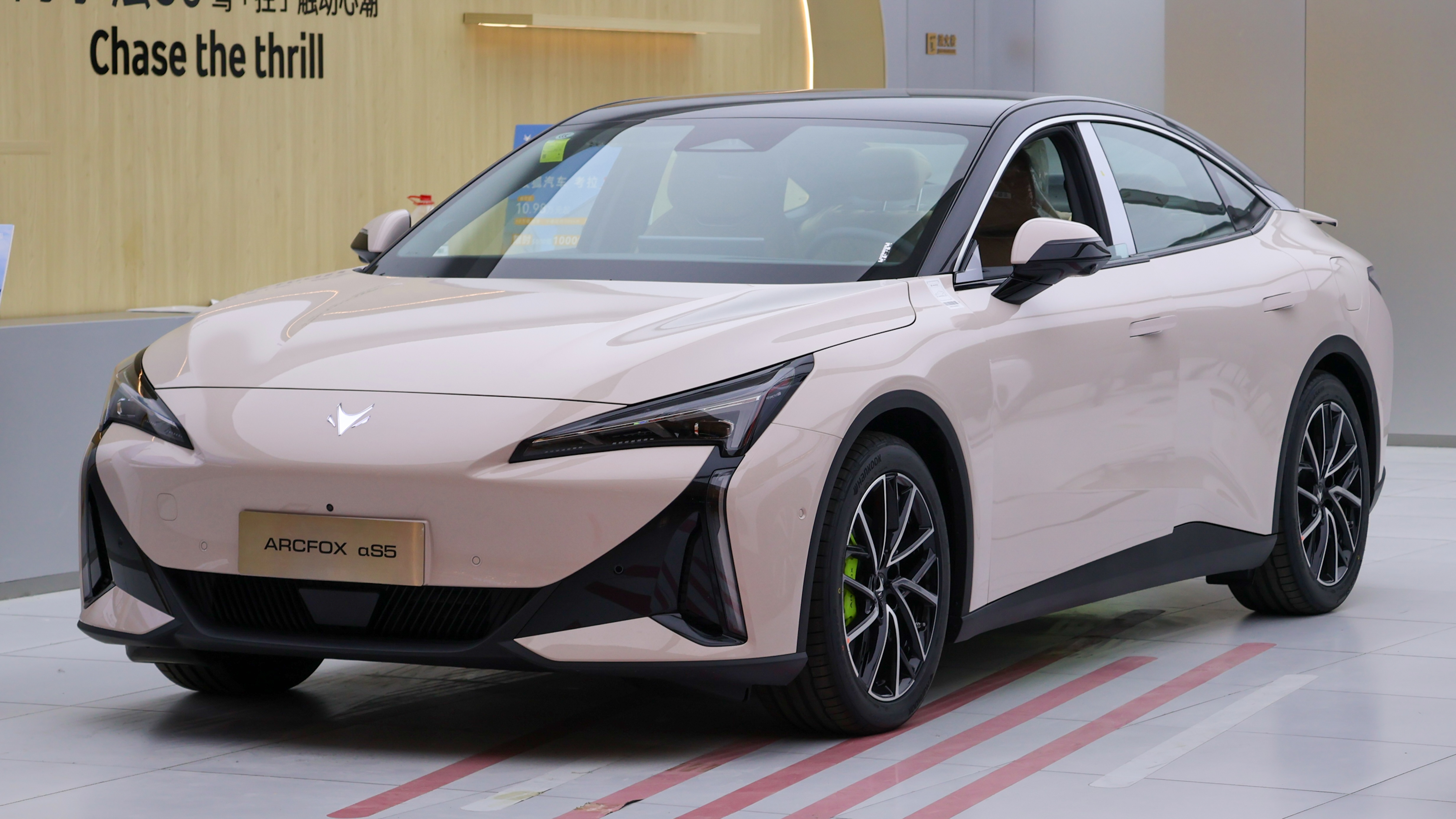
Arcfox αS5

### Models descatalogats
- Arcfox Lite (2017–2020), cotxe urbà

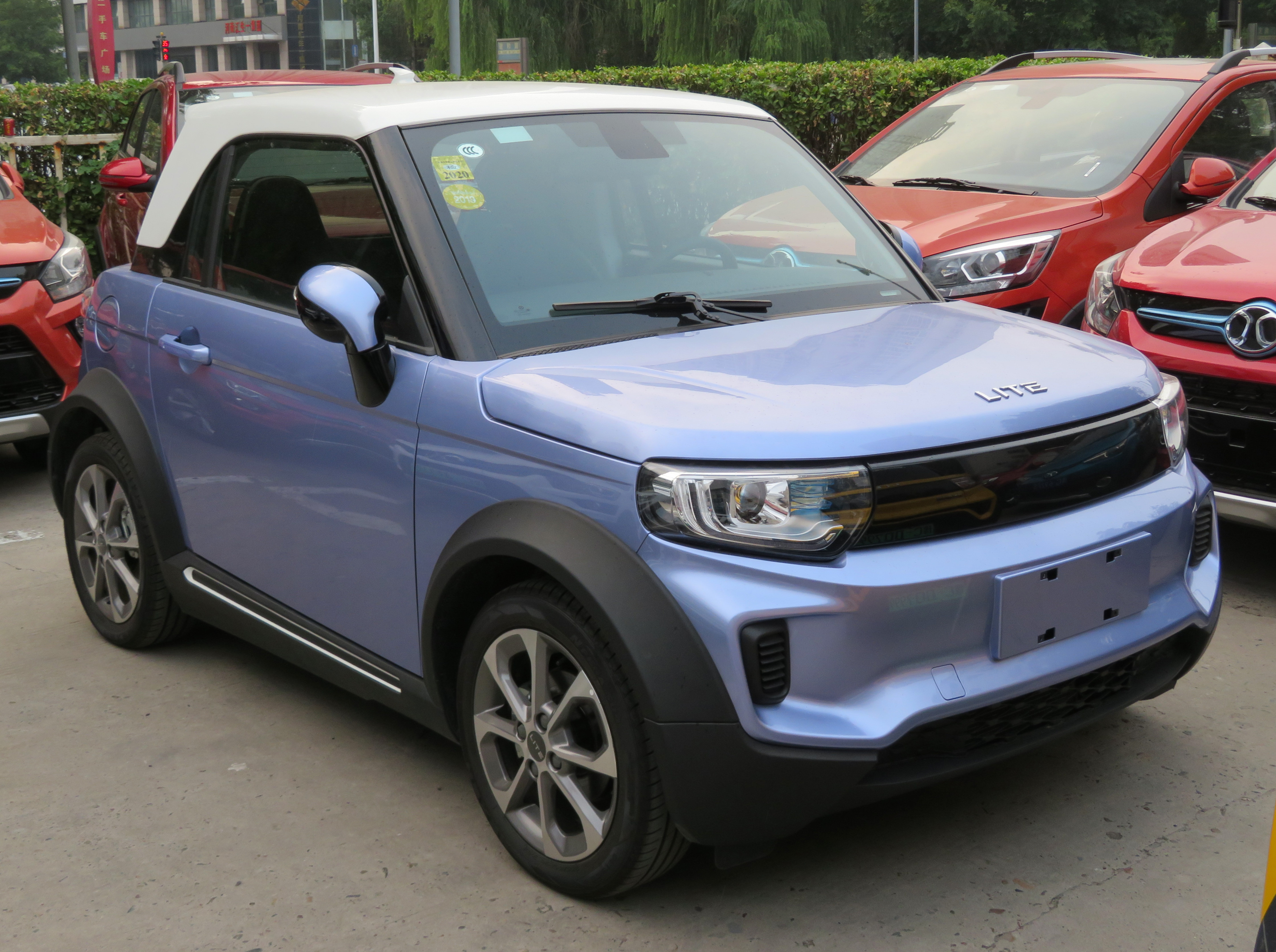
Arcfox Lite

### Concept Cars
Arcfox ECF Concept

Arcfox GT, supercotxe

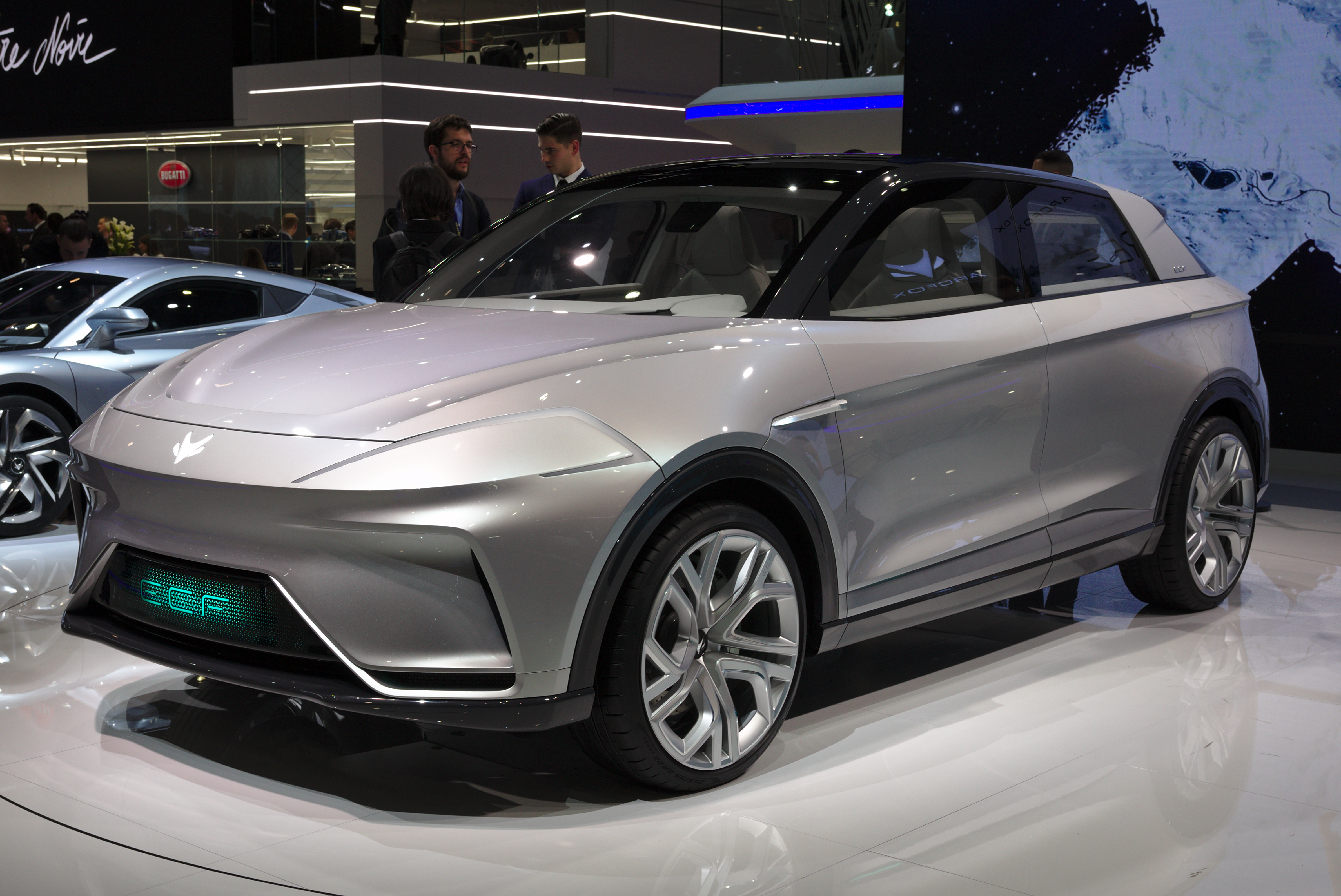
Arcfox ECF Concept
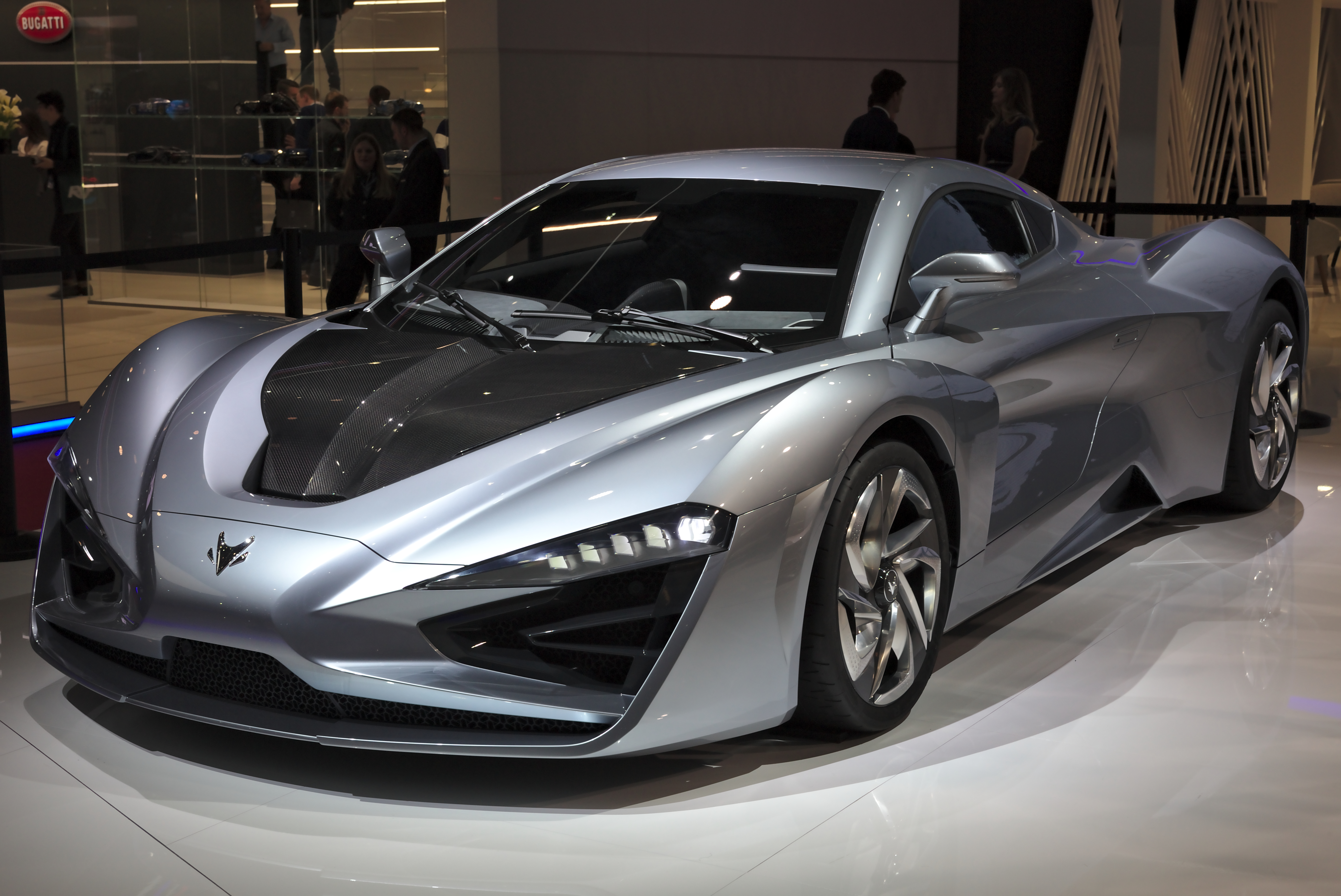
Arcfox GT